# Спаський пагорб (Миколаїв)

## Історія

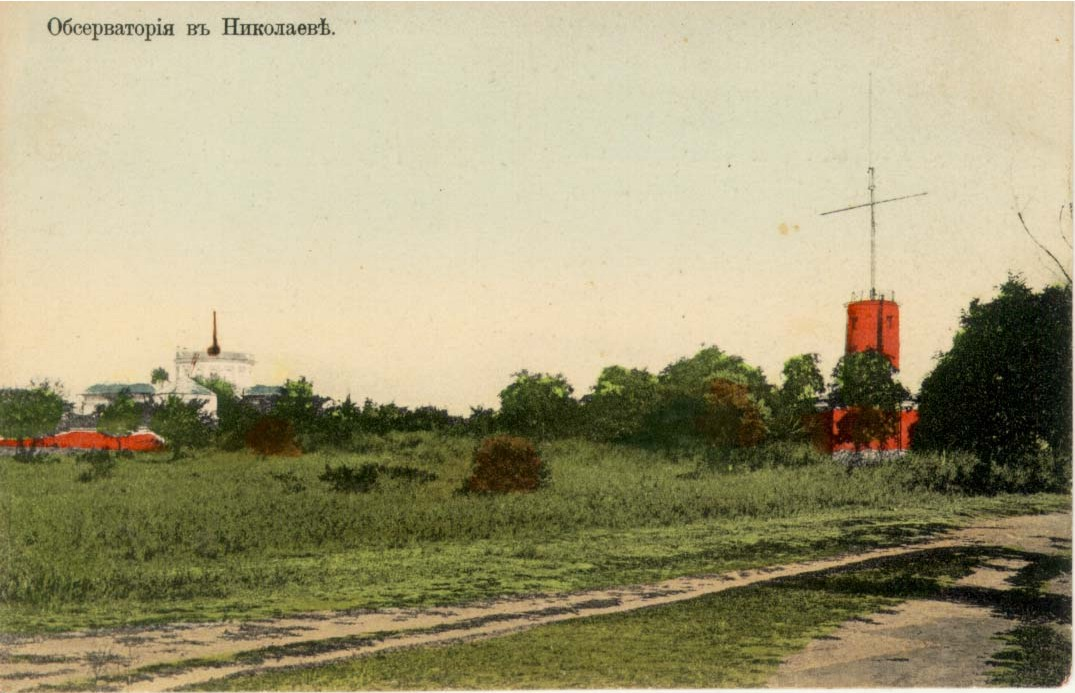
Спаський пагорб до Жовтневого перевороту

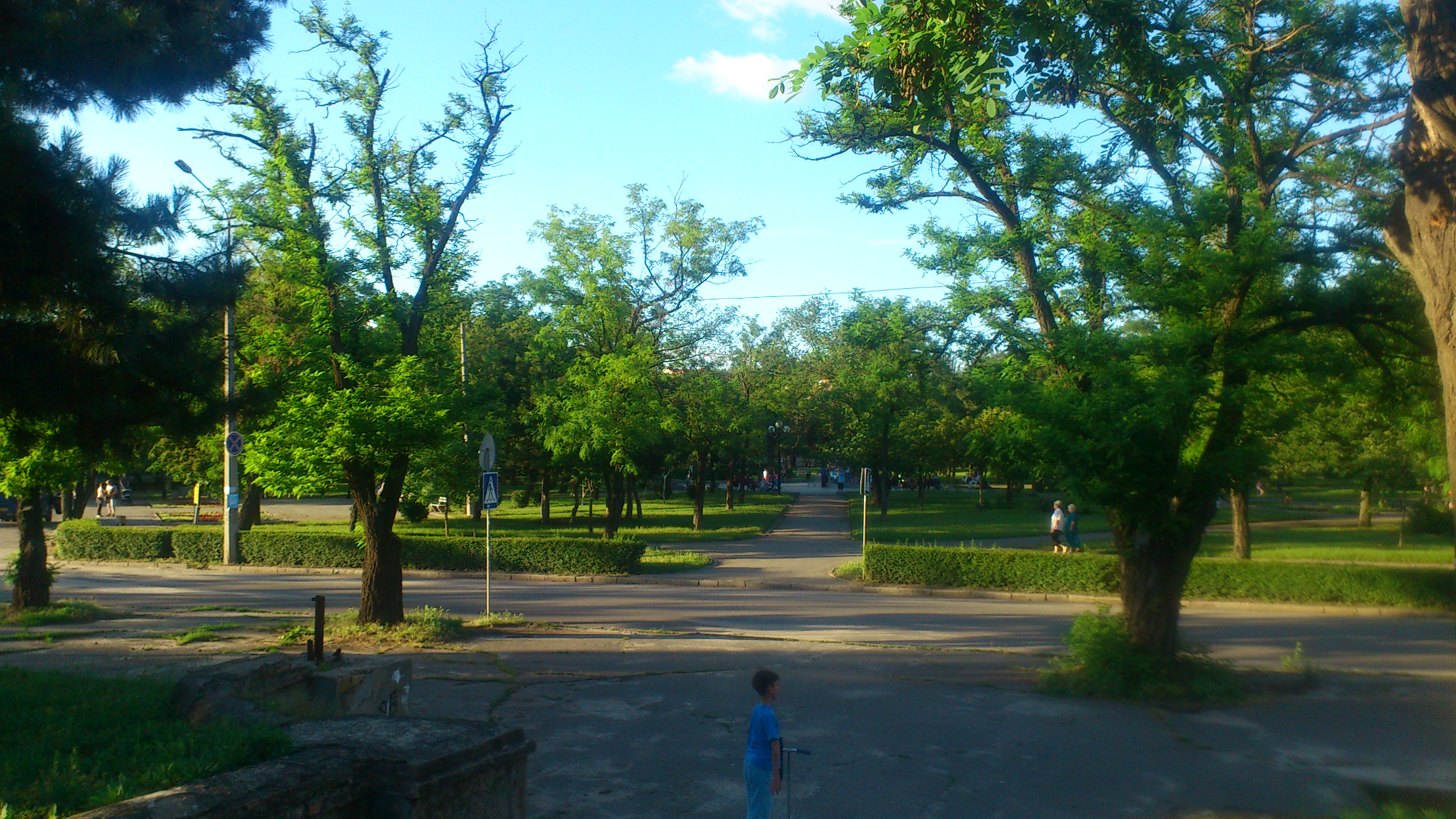
Сквер Юних героїв

Спаський пагорб — найвища точка в Миколаєві, висотою близько 53 м над рівнем моря. Він колись розташовувався на околицях, а тепер — в центрі міста поблизу Спаського урочища, звідки й отримав свою назву. Від пагорба на захід до берегів Бузького лиману йшла Спаська балка, в якій колись було потужне джерело мінеральної води.
У 1821 році адмірал О. С. Грейг запропонував збудувати на Спаському пагорбі Морську астрономічну обсерваторію. При будівництві було розрито скіфський курган, в якому знайшли могилу заможного скіфа. Обсерваторія була збудована у 1827 році, а на її території на початку 30-х років XIX століття добудовано башту Морського оптичного телеграфу, який поєднував Миколаїв з Севастополем, Одесою, Очаковом та Ізмаїлом.
Пагорб був вкритий піском, а отже в умовах постійних вітрів в степу був для міста не дуже зручним, адже з нього постійно здувався пил і пісок. Адмірал Грейг вирішив перетворити пагорб на парк. На початку XX століття ці зелені насадження були перейменовані Комітетом тверезості на Сад тверезості № 1. Нині на цьому місці розташований сквер Юних героїв, Будинок культури будівельників тощо.